# Asteropeia mcphersonii
Asteropeia mcphersonii là một loài thực vật thuộc họ Asteropeiaceae. Đây là một loài cây bụi đến cây lớn cao đến 25 mét. Lá có hình ovan dài khoảng gấp 2 lần bề rộng của nó và có cấu tạo leathery texture. Đây là loài đặc hữu của Madagascar, phân bố ở các rừng có độ cao trung bình, tạo thành dãi hẹp kéo dài từ Ambatovy đến Zahamena RNI. Môi trường sống tự nhiên của chúng là rừng ẩm vùng đất thấp nhiệt đới hoặc cận nhiệt đới. Chúng hiện đang bị đe dọa vì mất môi trường sống, với số cá thể trưởng thành ước tính khoảng 1000-2.500.